# Campichthys nanus
Campichthys nanus es una especie de pez de la familia Syngnathidae en el orden de los Syngnathiformes.

## Reproducción
Es ovovivíparo y el macho transporta los huevos en una bolsa ventral, la cual se encuentra debajo de la cola.

## Morfología
- Los machos pueden alcanzar los 2,5 cm de longitud total.[2]

## Hábitat
Es un pez  de mar y de clima tropical.

## Distribución geográfica
Se encuentra en Pinda (Mozambique ).